# Juliet (Robin-Gibb-Lied)
Juliet ist ein Lied des britisch-australischen Sängers Robin Gibb, der gemeinsam mit seinen Brüdern Maurice und Barry als Mitglied der Bee Gees berühmt wurde. Das Lied erschien im April 1983 im Vereinigten Königreich und im Mai 1983 im übrigen Europa und den USA als Single. Es wurde im selben Jahr auch auf Gibbs Album How Old Are You? veröffentlicht.

## Entstehung
Das Stück wurde von Robin und Maurice Gibb komponiert und produziert. Die Aufnahmen fanden von Oktober bis November 1982 im Middle Ear Studio in Miami Beach statt.

## Veröffentlichung und Rezeption
Nach der Veröffentlichung im April 1983 wurde Juliet vor allem im kontinentalen Europa ein Hit. Die Single erreichte Platz eins in Deutschland, der Schweiz und Italien sowie Platz zwei in Österreich. In den Niederlanden mit Platz 14 und Belgien mit Platz sieben kam der Song auf hohe Chartpositionen. Im Vereinigten Königreich erreichte Juliet Platz 94 und in Australien Platz 70.
Das Stück erschien 1985 auch auf einer 7″-EP mit drei weiteren Songs von Gibb beim DDR-Label Amiga. Robin Gibb sang das Lied am 17. Dezember 1983 bei Thommys Pop Show extra in der Westfalenhalle in Dortmund.
Das Lied wurde bereits im Jahr der Erscheinung auf Deutsch gecovert von Andreas Haas.
| ChartsChartplatzierungen     | Höchstplatzierung | Wochen |
| ---------------------------- | ----------------- | ------ |
| Deutschland (GfK)            | 1 (22 Wo.)        | 22     |
| Österreich (Ö3)              | 2 (16 Wo.)        | 16     |
| Schweiz (IFPI)               | 1 (11 Wo.)        | 11     |
| Vereinigtes Königreich (OCC) | 94 (3 Wo.)        | 3      |

## Musikvideo
Die Handlung des Videos zeigt Gibb zugleich in einer historischen Liebesgeschichte während der französischen Revolution / der napoleonischen Kriege und in der Rahmenhandlung, in der er diese Geschichte verfasst. Er schreibt die Handlung, in der er selbst die Hauptfigur spielt, in einem verlassenen Schloss auf einer alten Schreibmaschine. In der Liebesgeschichte rettet er seine Angebetete aus der Gefangenschaft, nachdem er mit einer Stichwaffe erfolgreich in einem Zelt gegen ihren Bewacher gekämpft hat.